# Massacre de Bear River
Guerres indiennes
Le massacre de Bear River (également appelé bataille de Bear River ou massacre à Boa Ogoi) eut lieu le 29 janvier 1863. L’armée des États-Unis et les Amérindiens Shoshones s'affrontèrent au confluent de la Bear River et de Beaver Creek (appelé maintenant Battle Creek) près de Preston dans l’État de l’Idaho. Le détachement américain était conduit par le colonel Patrick E. Connor comme une expédition punitive contre le chef shoshone Bear Hunter.
Parmi les grandes batailles et massacres de cette époque, Bear River est celui qui fit le plus grand nombre de victimes.

## Les causes du massacre
Les pionniers s’installèrent sur les territoires occupés par les Shoshones à partir de 1856. Bien que la plupart des colons, principalement Mormons, aient eu pour consigne d’établir de bonnes relations avec les Amérindiens, les ressources naturelles et la nourriture profitaient surtout aux blancs. 
Petit à petit, les Shoshones finirent par manquer de nourriture et se virent contraints d’attaquer les colons. 
De l’or fut découvert dans les montagnes du Montana le 28 juillet 1862. Cette découverte ne fit qu’accroître la population des colons.
Plusieurs incidents, alors jugés mineurs, se produisirent à l’automne de l’année 1862, et conduisirent à la confrontation entre Bear Hunter et le colonel Connor. La pendaison injuste d’un jeune Amérindien (l’histoire a retenu le nom de cet Amérindien comme étant Pugweenee, fils d’un chef shoshone) pour le vol d’un cheval met le feu aux poudres. Deux jeunes hommes (les Merrill) sont assassinés en représailles alors qu’ils ramassaient du bois. En réponse, quatre guerriers shoshones sont fusillés et jetés dans la Bear River. Les shoshones tuent alors plusieurs mineurs. Le colonel Connor obtient la permission de préparer une expédition en territoire shoshone en janvier 1863.

## L’expédition

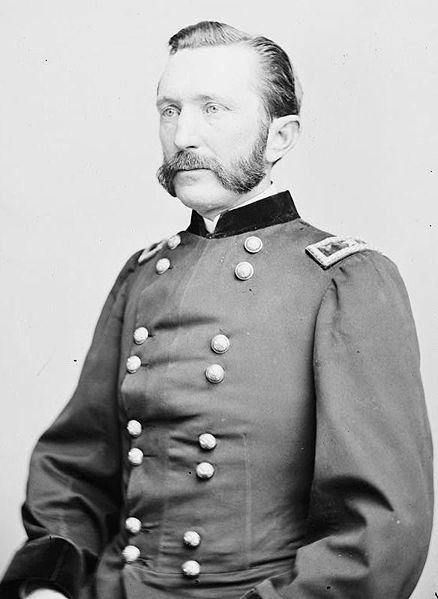
Le colonel Patrick E. Connor.

Le 22 janvier 1863, deux groupes quittèrent Fort Douglas, le premier était constitué de 80 hommes menés par le capitaine Samuel W. Hoyt et le second de 220 hommes ne partit que le 25 janvier.  
Il faisait −30 °C, le matin du 29 janvier 1863 quand les deux groupes réunis se préparèrent à l’attaque.
Les Shoshones s’attendaient à une attaque et s’y étaient préparés, mais leur armement n’était constitué que des quelques armes qu’ils avaient ramassées au cours de leurs propres expéditions.

## L’attaque
À cause du froid, il fallut un certain temps pour que Connor organise ses troupes en ligne de bataille à 6 heures ce matin-là. 
Connor attaqua les positions shoshones de manière frontale, mais fut débordé par les tirs défensifs des Amérindiens. C’est lors de cette attaque que l’armée américaine perdit le plus de soldats. Il ordonna alors des attaques par leurs arrières et sur leurs flancs. Après deux heures d’assauts, les Shoshones n’avaient plus de munitions.

## Le massacre
Les Shoshones furent alors contraints à des mesures désespérées pour se défendre, utilisant leurs vieux tomahawks ou leurs arcs. Les soldats de l’armée américaine massacrèrent tous les hommes et violèrent puis tuèrent les femmes et tuèrent leurs enfants. Certains témoins ont rapporté que les hommes avaient perdu tout sens de la discipline, pour le moins, et tout contrôle d’eux-mêmes, certains ayant tué des enfants en les tenant par les pieds pour leur fracasser le crâne sur toute surface solide qu’ils trouvaient. 

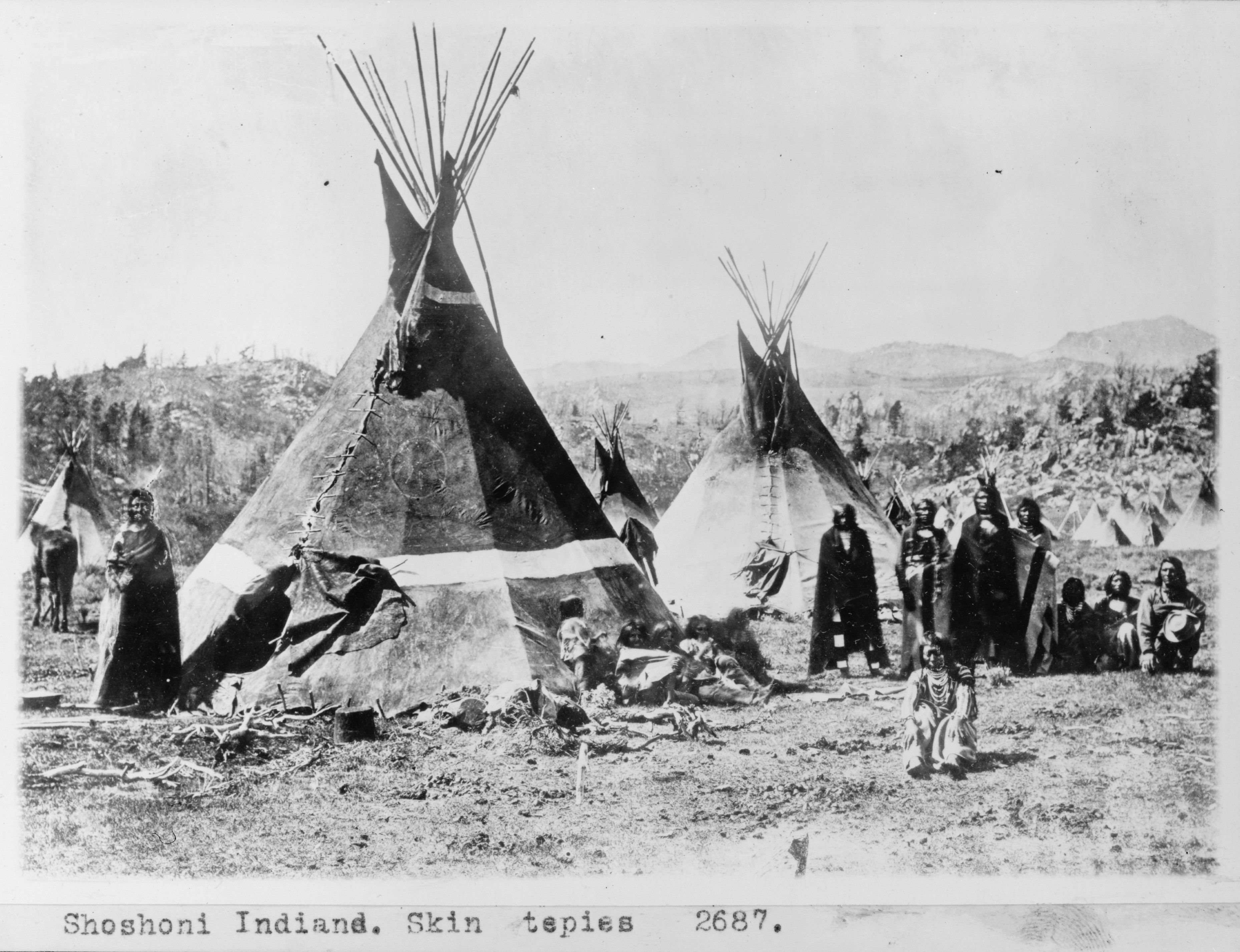
Les tipis des Shoshones.

Le campement fut entièrement brûlé. Bear Hunter fut tué. 
Quelques Amérindiens purent fuir le massacre cependant, dont le chef Sagwitch qui put se cacher dans une source d’eau chaude jusqu’à la nuit. Son fils, qui avait reçu sept balles fut sauvé et soigné. Les soldats perdirent 27 hommes, dont cinq officiers.
Les Shoshones perdirent entre 200 et 400 des leurs, dont 90 femmes et enfants. L’armée déclara officiellement 272 morts. Le colonel Connor fut traité en héros et promu au rang de brigadier général, puis de major général.

## Films
- The Bear River Massacre (2000); producers: Michael Mill, Chris Dallin, and Richard James; Imagic Entertainment; 66 min
- The House of the Lord: Cache Valley and the Logan Temple (2003); producer: Dennis Lyman; Temple Hill Videos; 60 min.